# 최규하 정부
최규하 정부(崔圭夏 政府)는 1979년 12월 21일부터 1980년 8월 16일까지 존속한 대한민국 제4공화국의 두 번째 정부이다. 보통 박정희의 유신체제에서 제5공화국으로 이행하는 과도기로 본다. 이 시기 거의 대부분 기간의 사실상의 실권자는 대통령 최규하가 아니라 12·12 군사 반란으로 군부를 장악한 전두환이다. 정부 출범 초기, 국민들이 민주화를 기대하던 시기를 서울의 봄이라고도 부른다. 하지만 서울의 봄은 5·18 광주항쟁이 계엄군에 무력진압되면서 종결된다. 서울의 봄 이후에도 최규하 정부는 약 3개월간 더 존속하다가 최규하의 대통령직 하야로 붕괴되었다.

## 성립 배경
1979년 10월 26일 당시 대통령이던 박정희가 궁정동 안가에서 피습당해 사망하고, 10월 27일 범인이 불분명한 가운데 국무총리 최규하를 대통령 권한대행으로 하는 과도내각이 출범했다. 1979년 12월 6일 통일주체국민회의 대회의에서 최규하를 10대 대통령으로 선출했다. 유신체제가 사실상 붕괴된 상황에서부터 5·18 광주 민주화 운동이 진압당하는 1980년 5월까지 국민이 민주화를 갈망하던 기간은 서울의 봄으로 불린다.

## 정치
장기집권을 하던 박정희대통령의 서거로 국민들은 유신헌법의 폐지를 통한 민주화를 원했다. 국가원로들과 전 대통령 윤보선은 최규하 대통령에게 유신 체제를 폐지하고 새로운 민주적 절차에 의한 선거로 새 정부를 구성할 것을 요청했다. 최규하 대통령은 비상조치를 해제해 금지됐던 헌법 개정 논의를 허락했다. 하나회와 신군부 등 일부 정치군인들이 12·12 군사 반란을 일으키면서 국방부 고관과 정승화 육군참모총장, 정병주 특전사령관, 장태완 수경사령관 등을 붙잡아 감금시키고 군부를 장악한 뒤, 정부의 실권을 장악했다.
1980년 4월 전두환이 중앙정보부장에 취임하고 국가보위비상대책위원회의 부위원장을 하면서 사실상의 집권자 역할을 하자 전국 각지에서 학생들의 데모가 발생했다. 5월 1일부터 15일간 전국의 대학생들은 서울역 광장을 점거하고 시위를 했고, 16일 민주화 요구에 대한 정부의 대응을 기다린다는 명분으로 대학생들은 해산했다.
신군부 세력은 5월 초부터 수 차례 모임을 가지면서 정권을 장악하기 위해 '비상계엄 전국확대' , '국회 해산' , '비상기구 설치' 등을 골자로 하는 집권 시나리오 '시국수습방안'을 마련했다. 5월 17일 오후, 신군부 세력은 대통령과 내각에 '시국수습방안'을 시행하도록 압력을 넣어 5월 17일 24시를 기하여 비상계엄을 전국으로 확대하도록 했고, 그와 동시에 보안사에서는 대학교 휴교령·정치활동 금지·언론 사전검열 등이 포함된 계엄포고령 10호를 발표하였다.
5월 18일 오전 신군부는 여의도 국회의사당 등을 군병력으로 점거해 폐쇄했다. 또한 야당 지도자 김대중 등을 체포하여 자택에 감금했고, 이어 야당인 신민당의 총재였던 김영삼, 이철승, 이민우, 유치송을 감금했다. 이는 5월 18일 발생한 5·18 광주 민주화 운동의 도화선이 된다.

### 유신 헌법 개헌 논의를 금지한 긴급조치 제9호 해제
1975년 5월 13일에 《대통령 긴급조치 제9호》가 시행되면서 한국 사회는 전시 상태나 다름없는 비상 체제로 진입하였다. 1975년 4월 30일 남베트남 정부가 공산군에 의해 붕괴되자 박정희는 위기감을 조장하기 시작했었다. 이 긴급조치가 1979년 12월 8일 0시를 기해 해제된다.

### 5·18 광주 민주화 운동과 전두환의 집권
5월 18일 아침 광주 지역 학생들은 '전두환 퇴진' '계엄령 해제' '김대중 석방'과 같은 구호를 외치면서 평화로운 시위를 했다. '시국수습방안'의 실행 전제의 하나로 사전에 파견된 공수부대가 학생들을 무차별 구타하고 발포하면서 사태는 더욱 확대된다. 계엄군이 투입되어 무자비한 진압을 하자 5월 21일 15시 이후 일부 소수의 시민들은 파출소와 경찰서의 무기고에서 무기를 탈취해 무장을 하고 계엄군과 공수부대의 만행에 저항했다.
광주 민주화 운동을 처참하게 진압한 신군부는 사전 계획대로 국가보위비상대책위원회를 만들어 내각을 조정·통제하여 사실상 정권을 장악한다. 신군부는 최규하 대통령에게 김정렬을 보내 대통령직 사임을 권유하였다. 신군부의 압력에 의해 대통령 최규하는 8월 15일 대통령직을 사퇴했고 최규하 정부는 종말하게 됐다.
이후 국무총리인 박충훈이 대통령 권한대행을 맡았다. 8월 29일 통일주체국민회의 대회의에서 전두환이 대통령으로 당선됐다. 10월 27일 제5공화국 헌법이 선포됐고, 국가보위비상대책위원회는 입법권을 가진 임시 입법 기구 국가보위입법회의로 개편돼 국회를 대신해 여러 법안을 통과시켰다. 이듬해 전두환은 제5공화국 헌법에 따라 제12대 대통령에 선출됐다.

### 박정희 장군 전역공원의 군탄공원으로 명칭 변경
1976년 강원도가 박정희 전역기념비 주변에 무려 6910평의 공원을 조성해 '박정희 장군 전역공원'이라고 명명한바 있었다. 박정희 사망 후, '박정희 장군 전역공원'은 '군탄공원'으로 명칭이 바뀐다.

## 외교

### 석유 확보를 위한 사우디아라비아와 쿠웨이트 순방
불안한 정국 가운데서도 우선 석유를 안정적으로 확보 위해서 최규하 대통령은 중동 순방을 결정한다. 1980년 5월 11일 최규하 대통령은 '무궁화행사'로 명명된 4박 5일간의 중동 순방길에 올랐다. 쿠웨이트에서는 5.17 사태 관련 서울에서 온 급한 전갈을 받고 남은 일정을 모두 취소하고 급히 귀국한다.

## 경제
1980년 상반기에는 국제 원유가 인상 등으로 소비자의 물가의 상승률이 30%에 달했다.

## 평가
유신헌법 폐지와 민주화를 이룩하려는 국민들의 기대가 있었으나 기대에 부응하지 못했다는 비판이 있다. 민주화를 원하는 국민과 정치 원로, 종교 지도자 등의 요청에 부응하지 못하였으므로 유신 체제의 연장 정도로 평가하는 것이 보통이다.

## 내각 구성

### 최규하 권한대행 체제
10·26 사건으로 최규하 국무총리가 대통령 권한대행을 맡게 되었고, 제4공화국의 내각 국무위원은 그대로 유지, 내각 구성원의 변동은 없었다.

### 최규하 정부 제1기 내각(조각)
1979년 12월 14일 최규하 대통령은 12·12  군사반란이 일어났음에도 15개 부처의 장관을 새로 임명하였다. 개각 1주일 후인 12월 21일 대통령 취임식을 가졌다. 최규하 대통령은 취임사를 통해 자신의 정부를 위기관리정부라고 명명했다.

### 최규하 정부 제2기 내각(제1차 개각)
1980년 5월 20일 5·17 내란과 5·18 광주 민주화 운동으로 내각 국무위원 전원이 사표를 제출했고 11개 부처 장관을 교체했다. 이후 5월 31일 국가보위비상대책위원회의 설립으로 내각은 유명무실해졌다.

## 같이 보기
| - 대한민국의 역대 대통령 - 1979년 대한민국 대통령 선거 - 제4공화국 - 제5공화국 | - 최규하 - 신현확 - 박충훈 - 남덕우 - 전두환 - 노태우 | - 10·26 사태 - 5·17 쿠데타 - 5·18 광주항쟁 - 12·12 군사 반란 - 서울의 봄 |